# A Collection of Great Dance Songs
A Collection of Great Dance Songs – album zespołu Pink Floyd, wydany w 1981 roku, zawierający zremiksowane utwory grupy.

## Charakterystyka albumu
Album jest pierwszym, który zawiera zremiksowane utwory Pink Floyd. Obie części utworu "Shine on You Crazy Diamond" skrócono i połączono w jedną całość. W "Wish You Were Here" wprowadzono zmiany w intro i outro. Od nowa nagrano "Money", w którym na wszystkich instrumentach (oprócz saksofonu) gra David Gilmour. Natomiast w pozostałych utworach dokonano kosmetycznych zmian.

## Lista utworów
Album zawiera utwory:
| Nr | Tytuł                                                | Długość |
| -- | ---------------------------------------------------- | ------- |
| 1. | "One of These Days" (Waters/Gilmour/Wright/Mason)    | 5:49    |
| 2. | "Money" [wersja z 1981 r.] (Waters)                  | 6:45    |
| 3. | "Sheep" (Waters)                                     | 10:21   |
| 4. | "Shine on You Crazy Diamond" (Waters/Gilmour/Wright) | 10:39   |
| 5. | "Wish You Were Here" (Gilmour/Waters)                | 5:26    |
| 6. | "Another Brick in the Wall, Part II" (Waters)        | 3:50    |

## Skład
Twórcami albumu są:
- David Gilmour – gitara
- Nick Mason – perkusja
- Roger Waters – śpiew, gitara basowa, gitara
- Richard Wright – instrumenty klawiszowe
- Dick Parry – saksofon